# Banu Yas (confederació)
Banu Yas (àrab: بنو ياس, Banū Yās) fou una confederació tribal àrab establerta ja al segle xviii a la regió d'Al-Zafra (part del modern emirat d'Abu Dhabi). La principal facció de la tribu són els Mazrui. Anteriorment la confederació ja devia estar establerta a la costa doncs el 1580 el joier venecià Gasparo Balbi ja esmenta l'illa de Sir Banu Yas, però no se'n tenen notícies fins al segle xviii. Abu Dhabi fou fundada el 1761 i el xeic Shakhbut ben Dhiyab del clan dels Al Bu Falah, s'hi va establir el 1795. En 1800 i 1814 es van oposar als wahhabites i van tenir llavors molt bones relacions amb els Al Busaid de Mascat. Vers el 1820 els Banu Yas sota la direcció de Suwaydan ben Zaal, que sembla que era el xeic del clan Mahariba dels Banu Yas, van fer incursions des de Doha al Qatar el que va portar a la guerra entre Abu Dhabi i Bahrain; el conflicte es va aturar el 1828 quan Suwayda va tornar a Abu Dhabi i suposadament va fer la pau amb els altres xeics. L'activitat econòmica dels Banu Yas es va dirigir sempre a la indústria de la perla a la vora de l'illa de Dalma, i a l'explotació dels dàtils de la regió d'Al-Djiwa i no van participar en els actes de pirateria al golf, ja que estaven allunyats de les vies de navegació. Després de la pau amb els britànics el 1820 es va donar el cas que la collita de perles es va perdre durant uns quants anys seguits i el 1835 els Banu Yas van fer alguns actes de pirateria al golf per redreçar l'economia, però foren derrotats pels britànics que els van imposar una multa (vegeu guerra dels Banu Yas). Llavors una part dels Banu Yas va emigrar a Al-Udayd, un khor (entrant d'aigua) al sud de Qatar, el que va comportar un seriós conflicte entre el xeic de Qatar i el d'Abu Dhabi, fins que finalment Al-Udayd fou evacuada el 1878 i els que s'hi havia establert van retornar a Abu Dhabi el 1880. Un altre grup s'havia fet independent a Dubai vers el 1833.